# Taquilita

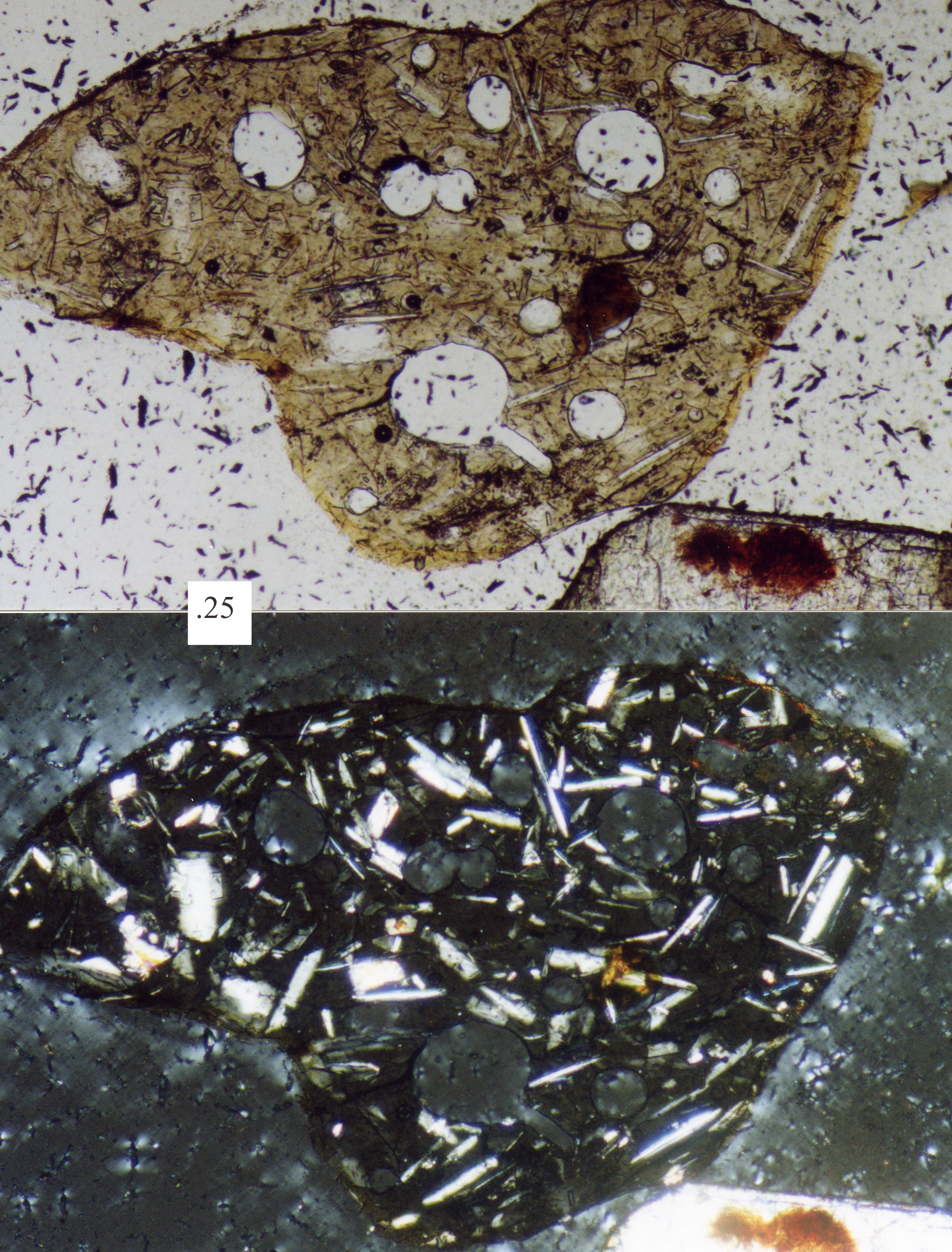
Vidre basàltic en secció fina

La taquilita és una forma vítria de vidre volcànic basàltic. Aquest "vidre" es forma de manera natural pel refredament ràpid del basalt fos. És el tipus bàsic de roca ígnia que es descompon per un àcid i ràpidament es fon. El seu color és negre o marró fosc i té un llustre mineral resinós d'aspecte grassós. És molt fràgil i es troba en dics, venes i masses intrusives.
De vegades s'hi aprecien petits cristalls de feldespat o olivina.